# Elizabeth Inchbald
Elizabeth Inchbald   (Suffolk, 15 d'octubre de 1753 - Londres, 1 d'agost de 1821) fou una novel·lista, actriu i dramaturga anglesa.

## Biografia
Nascuda el 15 d'octubre 1753 a Standingfield, prop de Bury St Edmunds (Suffolk), va ser la vuitena de nou fills de John Simpson (fl. 1761), un granger (qui va morir quan ella tenia vuit anys), i la seva esposa Mary Rushbrook. La família, igual que altres al barri, era catòlica. Va ser educada amb les seves germanes a casa.
L'abril del 1772, a l'edat de 18 anys, va marxar a Londres per actuar en teatres (el seu germà George s'havia convertit en un actor el 1770). Jove i sola, pel que sembla va ser víctima d'assetjament sexual. Dos mesos després, al juny, va accedir a casar-se amb un catòlic, l'actor Joseph Inchbald (1735-1779), possiblement per obtenir part de la protecció que rebia. Es va saber que el matrimoni va tenir dificultats. Durant quatre anys, la parella va recórrer Escòcia amb la companyia teatral de West Digges: una vida exigent. L'any 1776 es va traslladar a Liverpool, i els Inchbald es van reunir amb els actors Sarah Siddons i el seu germà John Philip Kemble, amb el que es van fer amics molt propers. Posteriorment, els Inchbald es van traslladar a Canterbury i Yorkshire. Després de la mort de Joseph en 1779, Elizabeth va continuar actuant durant diversos anys, a Dublín, Londres i altres llocs. La seva carrera com a actriu, que tenia un èxit moderat, es va estendre al llarg de disset anys i va aparèixer en molts papers clàssics, així com en obres noves, com The Belle's Stratagem de Hannah Cowley.
Entre 1784 i 1805, va escriure les seves pròpies peces teatrals per al públic londinenc: comèdies, drames sentimentals i farses (moltes dels quals eren traduccions del francès). Divuit de les seves obres van ser publicades, encara que en va escriure més; el nombre exacte està en disputa, encara que la majoria dels comentaristes recents afirmen està entre 21 i 23. Les seves dues novel·les, A Simple Story (1791) i Nature and Art (1796), han estat reimpreses amb freqüència. També va fer considerable treball editorial i crític. El seu inici literari va començar amb els seus escrits a The Artist i Edinburgh Review. Una autobiografia en quatre volums va ser destruïda abans de la seva mort per consell del seu confessor, però va deixar alguns dels seus diaris (els quals van ser recopilats per J. Boaden i publicats en 1833 en dos volums). Aquests últims es comenten actualment a la Folger Shakespeare Library de Washington DC i una edició s'ha publicat recentment.
La seva peça teatral Lovers' Vows (1798) va inspirar a Jane Austen per a la seva novel·la Mansfield Park.
Seguidora de la política radical de William Godwin i Thomas Holcroft, les seves creences polítiques es poden trobar més fàcilment en les seves novel·les que en les seves obres a causa de l'ambient constrictiu dels teatres de patents del Georgian London. «La vida de Inchbald va estar marcada per les tensions entre, d'una banda, radicalisme polític, una naturalesa apassionada —que evidentment va atreure a un nombre dels seus admiradors— i l'amor per la independència, i d'altra banda, el desig de respectabilitat social i un fort sentit de l'atracció emocional de les figures d'autoritat». Va morir l'1 d'agost de 1821 a Kensington. Va tenir una disputa pública amb Mary Wollstonecraft en 1797, quan el matrimoni de Wollstonecraft amb William Godwin havia deixat clar que estava realment enamorada de Gilbert Imlay, l'ancià pare de la seva filla Fanny. Això havia ressentit profundament a Godwin.
En les últimes dècades, ha estat objecte de creixent interès crític, sobretot entre els estudiosos interessats en l'escriptura de les dones.

## Obres
- Mogul Tale; or, The Descent of the Balloon (1784)
- Appearance is against Them (1785)
- I'll Tell you What (1785)
- The Widow's Vow (1786)
- The Midnight Hour (1787)
- Such Things Are (1787)
- All on a Summer's Day (1787)
- Animal Magnetism (¿1788?)
- The Child of Nature (1788)
- The Married Man (1789)
- Next Door Neighbours (1791)
- Everyone has his Fault (1793)
- To Marry, or not to Marry (1793)
- The Wedding Day (1794)
- Wives as They Were and Maids as They Are (1797)
- Lovers' Vows (1798)
- The Wise Man of the East (1799)
- The Massacre (1792) (no terminado)
- A Case of Conscience (publicado en 1833)
- The Ancient Law (no terminado)
- The Hue and Cry (sin publicar)
- Young Men and Old Women (Lovers No Conjurers) (adaptació de Le Méchant; sense publicar)

Noveles
- A Simple Story (1791)
- Nature and Art (1796)

Obra crítica/editorial
- The British Theatre. 25 volumens (1806-1809)
- Collection of Farces and Afterpieces. 7 volumens (1809)
- The Modern Theatre. 10 volumens (1811)